# Joe Sempolinski
Pour les articles homonymes, voir Sempolinski.
Joseph Michael Sempolinski (né le 10 février 1983, à Elmira dans l'État de New York) est un homme politique américain. Il est représentant des États-Unis pour vingt-troisième district congressionnel de l'État de New York de 2022 à 2023. Membre du parti républicain, il est élu lors d'une élection spéciale tenue le 23 août 2022.

## Jeunesse et éducation
Né à Elmira, Sempolinski est diplômé de Corning-Painted Post West High School à Painted Post. Il a obtenu un baccalauréat de l'université de Georgetown et une maitrise de l'université de Yale.

## Carrière
Entre 2010 et 2015, Sempolinski travaille pour le représentant Tom Reed, notamment en tant que directeur de district. Membre du parti républicain, il est également président du comité républicain du comté de Steuben. Au moment où il est choisi pour se présenter au Congrès lors d'une élection spéciale pour le vingt-troisième district congressionnel de l'État de New York en 2022, il occupe le poste de chef de cabinet pour le membre de l'Assemblée de l'État de New York Joseph Giglio.

## Chambre des représentants des États-Unis

### Élections
Le 10 mai 2022, Reed démissionne de son poste au Congrès américain après avoir annoncé son intension de ne pas être candidat en 2022 à la suite d'accusations d’inconduite sexuelle, laissant le poste vacant pour le reste du 117e Congrès des États-Unis. Les limites du district devaient être redessinées selon le recensement des États-Unis de 2020. Bien que deux candidats républicains émergent pour le district nouvellement redécoupé, l'ancien membre du conseil scolaire de Buffalo Carl Paladino et l'éventuel vainqueur de la primaire Nick Langworthy, les deux vivent en dehors des limites du vingt-troisième district tel qu'en place jusqu'à la fin du 117e Congrès. Les deux décident alors de ne pas être candidat pour l'élection spéciale. Les présidents de comté du district ont alors choisi Sempolinski pour se présenter lors de l'élection spéciale.
Sempolinski bat Max Della Pia, le candidat démocrate, par une marge de 53,1 % à 46,6 %. Il remporte dix des onze comtés du district, contre un pour Della Pia, le comté de Tompkins.

### Mandat
Sempolinski n'est pas candidat pour les élections générales de novembre. Il prête serment alors que le Congrès reprend ses activités le 13 septembre 2022,.

#### Comités
Le 13 septembre 2022, Sempolinski est affecté aux comités suivantes: 
- United States House Committee on the Budget
- United States House Committee on Education and Labor